# 金磚國家U-17足球盃賽
金磚國家U-17足球盃賽是由巴西、俄羅斯、印度、中國和南非參與的賽事。本項賽事每年舉辦一屆，舉辦國為該年度金磚國家會議召開所在國家。首屆賽事於2016年在印度創辦，年齡限定在17歲以下。2016年10月1日，印度總理莫迪宣佈足球賽正式開賽。

## 參賽國家
| 預選賽   | 隊伍   | 錦標賽 |
| 預選賽   | 隊伍   | 2016   |
| -------- | ------ | ------ |
| 金磚國家 | 巴西   |        |
| 金磚國家 | 俄羅斯 |        |
| 金磚國家 | 印度   |        |
| 金磚國家 | 中國   |        |
| 金磚國家 | 南非   |        |
| 邀請隊伍 |        |        |

## 外部連結
- 官方网站
- 金磚國家U-17足球盃賽的Facebook專頁